# Nevian (Erau)
Nevian (en francès Nébian) és un municipi occità del Llenguadoc, de la regió d'Occitània, al departament de l'Erau.